# Anton Sicharulidze
Anton Tariėl'evič Sicharulidze (in russo Антон Тариэльевич Сихарулидзе?; Leningrado, 25 ottobre 1976) è un ex pattinatore artistico su ghiaccio russo, specializzato nel pattinaggio artistico su ghiaccio a coppie.
Con la partner Elena Berežnaja ha vinto i mondiali nel 1998 e nel 1999, la medaglia d'argento ai Giochi olimpici invernali 1998 e la medaglia d'oro ai Giochi olimpici invernali 2002. In quest'ultima occasione la coppia è stata al centro di uno scandalo legato ai voti di scambio che riguardavano anche una giudice francese; ai due pattinatori russi non venne ritirato l'oro, ma insieme a loro venne premiata anche la coppia canadese formata da Jamie Salé e David Pelletier.

## Palmarès

### Con Berežnaja
| Internazionali | Internazionali | Internazionali | Internazionali | Internazionali | Internazionali | Internazionali |
| Evento | 1996–1997      | 1997–1998      | 1998–1999      | 1999–2000      | 2000–2001      | 2001–2002      |
| --- | -------------- | -------------- | -------------- | -------------- | -------------- | -------------- |
| Giochi olimpici invernali |                | 2°             |                |                |                | 1°             |
| Campionati mondiali | 9°             | 1°             | 1°             |                | 2°             |                |
| Campionati europei | 3°             | 1°             | R              | 1° SQ          | 1°             |                |
| CS/GP Finale |                | 1°             | 2°             | 3°             | 2°             | 2°             |
| GP Cup of Russia | 5°             |                | 1°             |                | 1°             | 1°             |
| GP Lalique | 3°             | 1°             |                |                | 1°             | 1°             |
| GP Nations Cup |                | 2°             |                |                |                |                |
| GP NHK Trophy |                |                | 1°             |                |                |                |
| GP Skate America |                |                | 1°             | 3°             |                |                |
| GP Skate Canada |                |                |                | 1°             | 2°             |                |
| Goodwill Games |                |                | 1°             |                |                | 1°             |
| Nazionali |                |                |                |                |                |                |
| Campionati russi | 2°             | 2°             | 1°             | 1°             | 1°             | 1°             |
| R = Ritirati SQ: Dopo aver vinto l'oro sono stati squalificati perché Berežnaja è risultata positiva alla pseudoefedrina, sostanza assunta per motivi medici ma senza informare l'ISU come richiesto dal regolamento. La coppia non è stata ammessa al Campionato del mondo del 2000 perché Berežnaja stava scontando una squalifica di tre mesi dalla data del test antidoping. |                |                |                |                |                |                |

### Con Maria Petrova
| Internazionali          | Internazionali | Internazionali | Internazionali | Internazionali |
| Evento                  | 1992–1993      | 1993–1994      | 1994–1995      | 1995–1996      |
| ----------------------- | -------------- | -------------- | -------------- | -------------- |
| Campionati mondiali     |                | 8°             | 6°             |                |
| Campionati europei      |                |                | 6°             | 5°             |
| NHK Trophy              |                |                | 7°             |                |
| Skate Canada            |                |                |                | 2°             |
| Trophée de France       |                |                |                | 5°             |
| Goodwill Games          |                |                | 7°             |                |
| Internazionali: Junior  |                |                |                |                |
| Campionati mondiali     | 2°             | 1°             | 1°             |                |
| Nazionali               |                |                |                |                |
| Campionati russi        |                | 6°             | 2°             | 4°             |
| Campionati russi junior | 1°             |                |                |                |